# Frédéric-Louis Allamand
Jean Frédérique (Frédéric) François Louis Allamand (5. února 1736 Payerne – 3. března 1809 Valkenburg) byl švýcarský lékař a botanik.

## Život
Frédéric-Louis Allamand byl synem Françoise-Benjamina Allamanda a jeho ženy Marie Madeleine de Treytorrens. Roku 1749 se přestěhoval k svému strýci Jeanu-Nicolasovi-Sébastienu Allamandovi (1716-1787) do Leidenu, kde byl Jean-Nicolas profesorem filozofie. Tento roku tu také začal studovat literaturu. Jeho zájmy se ale změnily a roku 1753 promoval na medicíně.
Od roku 1760 pracoval jako lodní lékař u nizozemského námořnictva a při plavbách navštívil Surinam, Guyanu a Holandskou západní Indii. Roku 1770 publikoval v Nova Acta Leopoldina příspěvek o příjici v západní Indii a popsal několik tamních, dosud neobjevených, rostlinných druhů. Koncem téhož roku poslal rukopis nazvaný Genera Plantarum Americanarum Linnému.
Později se Allamand stal lékařem na dvoře Kateřiny II. v Petrohradu a roku 1776 se zde oženil s Adrianou van Guericke. Roku 1793 se vrátil zpět do Leidenu.
Carl von Linné nazval jeho jménem rod Allamanda z čeledi Apocynaceae.

## Dílo
- Dissertatio anatomico physiologica inauguralis, de externo tactus organo... Leiden, 1753 - dizertační práce
- Observatio XXIII. Historia Luis Indicae. V: Nova Acta Physico-Medica Academiae Caesareae Leopoldino. 4. svazek, Norimberk, 1770
- Observatio XXIV. Plantarum genera nova, aut accuratius observata, earumque species. V: Nova Acta Physico-Medica Academiae Caesareae Leopoldino. 4. svazek, 1770